# Calm Before the Storm (álbum de Lauren Harris)
Calm Before the Storm es el primer álbum de estudio de la cantante inglesa Lauren Harris, quien es la hija del bajista Steve Harris, músico fundador de Iron Maiden. Las guitarras corrieron a cargo de Richie Faulkner, actual guitarrista de Judas Priest.

## Lista de canciones
1. "Steal Your Fire" - 4:31
2. "Your Turn" - 3:41
3. "Get Over It" - 3:49
4. "Like It or Not" - 3:28
5. "From the Bottom to the Top" - 3:41
6. "Let Us Be" - 3:53
7. "Hurry Up" - 4:18
8. "Come on Over" - 4:09
9. "Hit or Miss" - 3:54
10. "See Through" - 3:43
11. "You Say" - 4:30
12. "Natural Thing" (Bonus Track) - 3:23

## Personal

### Banda
- Lauren Harris - voz
- Richie Faulkner - guitarra
- Tommy McWilliams - batería
- Steve Harris - bajo
- John Falcone - bajo
- Miguel Gonzales - bajo
- Mick Quinn - bajo
- Joe Lazarus - batería

### Producción
- Tommy McWilliams